# Anisa
Anisa (Ανίσα) fue una ciudad de la antigua Capadocia, habitada en las épocas helenística, romana y bizantina. Una fuente describió a Anisa como una politeumata, que era un municipio para extranjeros privilegiados. Aunque no controlaba ningún territorio fuera de su jurisdicción, disfrutaba de autogobierno interno.
Está ubicada en Kültepe, provincia de Kayseri en labTurquía asiática. Una tablilla de bronce del siglo II o I a. C. procedente de este asentamiento reveló que Anisa era una ciudad próspera. Contenía los nombres de funcionarios (por ejemplo, arcontes, prytaneis y demiourgos), así como varias instituciones (por ejemplo, boule, ecclesia). La tablilla, que se decía que estaba almacenada en el templo de Astarté de la ciudad, también conmemoraba un acto del rey de Capadocia, Ariarates, que otorgaba a los ciudadanos de Anisa una nueva constitución.